# روبرت أندروود جونسون
روبرت أندروود جونسون (بالإنجليزية: Robert Underwood Johnson)‏ هو صحفي ومؤرخ وشاعر أمريكي، ولد في 12 يناير 1853 في واشنطن العاصمة في الولايات المتحدة، وتوفي في 14 أكتوبر 1937 في مانهاتن في الولايات المتحدة.

## وصلات خارجية
- روبرت أندروود جونسون على موقع ميوزك برينز (الإنجليزية)